# Women in prison

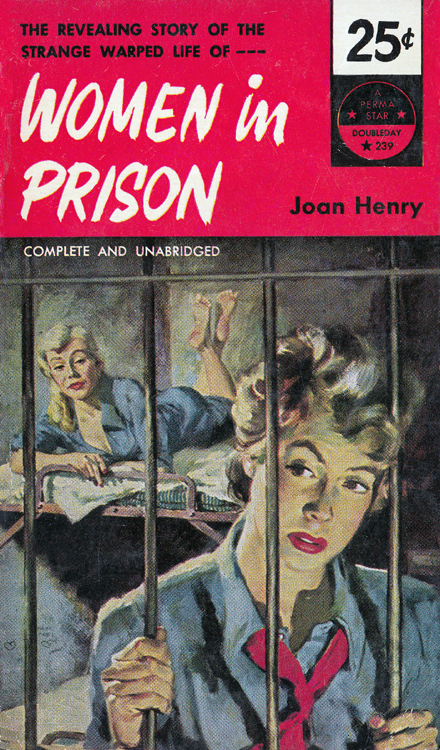
La jaquette du livre The Lowest Sins de Joan Henry paru en 1953 aux États-Unis.

Le genre Women in prison [ˈwɪmɪn ɪn ˈpɹɪzən] (litt. « Femmes en prison » en anglais) est un thème particulier du cinéma d'exploitation où des prisonnières subissent des sévices dégradants afin d'exciter ou de dégoûter le spectateur.
Le terme est parfois abrégé « WIP », à rapprocher du whip, le « fouet » en anglais.

## Caractéristiques
L'action se déroule fréquemment dans une prison pour femmes, ou parfois dans un coin exotique du tiers-monde, ou même un camp nazi.
La violence de cet univers carcéral est un prétexte à la dénudation fréquente d'un groupe de femmes au physique avantageux, qu'elles prennent des douches, se battent entre elles, ou plus souvent lorsqu'elles subissent toutes sortes de mauvais traitements de la part de gardiens (ou « matons ») sadiques : viols, bondages, coup de fouet… avec de fortes connotations de traite des blanches.

## Historique
Les premiers films répertoriés en tant que WIP datent du début des années 1930, dans la période du Pré-Code hollywoodien : Ladies They Talk About de Howard Bretherton et William Keighley, également connu sous le titre Women in Prison, ainsi que Dans tes bras (Hold your Man) de Sam Wood. Détenues (Women in Prison) de Lambert Hillyer est sorti en 1938. C'était à l'époque des mélodrames où la dimension sulfureuse était bien plus tacite. C'est sous l'influence des magazines pulps dans l'après-guerre que se développe des films de série b dédiés au genre de façon plus explicite comme Femmes en cage (Caged) de John Cromwell en 1950. En Europe, les films L'Enfer dans la ville (Nella città l'inferno) de Renato Castellani en 1959 ou Prisons de femmes de Maurice Cloche en 1958 aborderont le sujet d'une manière moins provocante.
Mais c'est surtout dans les années 1970 que se situe l'âge d'or du genre, particulièrement en Italie avec La Vie sexuelle dans les prisons de femmes (Diario segreto da un carcere femminile) de Rino Di Silvestro, Pénitencier de femmes perverses (Prigione di donne) de Brunello Rondi avec en vedette la Française Martine Brochard, ou Pénitencier de femmes (Violenza in un carcere femminile) et Révolte au pénitencier de filles (Emanuelle - Fuga dall'inferno) de Bruno Mattei. Le réalisateur espagnol Jesús Franco s'est aussi beaucoup illustré dans le genre, de Les Brûlantes (99 mujeres) à Des femmes pour le bloc 9 (Frauen für Zellenblock 9) en passant par Quartier de femmes (Los amantes de la isla del diablo). De nombreux pays comme le Japon avec La Femme scorpion (女囚701号/さそり, Joshū 701-gō: Sasori) ou le Brésil avec A Prisão ont produit quelques jalons du genre. Les pays francophones ont produit peu de WIP proprement dit : alors que Le Vice et la Vertu de Roger Vadim en 1963, librement inspiré des œuvres du Marquis de Sade, a des thèmes approchant la nazisploitation et le women in prison, les films français régulièrement cités sont Helga, la louve de Stilberg d'Alain Payet ou encore Contrainte par corps de Serge Leroy en 1988,. Au Québec, le film Ilsa, la tigresse du goulag a été tourné à Montréal en 1977 par Jean LaFleur. Certaines actrices connues en francophonie seront les vedettes de WIP produits dans d'autres langues comme Sylvia Kristel en anglais dans Chaleur rouge (Red Heat) de Robert Collector ou Brigitte Lahaie en allemand dans Le Corps et le Fouet (Gefangene Frauen) d'Erwin C. Dietrich.
Une grande partie de la production de women in prison est cependant américaine. Ilsa, la louve des SS (Ilsa, She Wolf of the SS) est considéré comme un classique, alliant WIP et nazisploitation. On peut aussi citer certains longs-métrages avec Pam Grier comme Femmes en cages, The Big Doll House et The Big Bird Cage ou le premier film réalisé par Jonathan Demme : Cinq Femmes à abattre ou encore Expérimentations humaines.
À partir des années 1990, la popularité de ces films a diminué, ce que le critique russe de cinéma Sergueï Merenkov impute au manque de renouvellement et à la monotonie des films du genre. Un des derniers films italiens du genre est Anime perse de Bruno Mattei en 2006.

## Genres apparentés
- La nonnesploitation (expression sonnant comme l'expression « exploitation de nonnes » en anglais) est un sous-genre apparu en même temps que le film de prison de femmes et est constitué des mêmes éléments de base. Les histoires se déroulent dans des couvents isolés où des nonnes privées de sexe glissent progressivement vers le lesbianisme et la perversion.
- Torture porn
- Nazisploitation

## Postérité
- Lady Gaga fait référence à l'imagerie du genre dans son clip de 2010 Telephone[8].
- Les Anges du mal 2 (Reform School Girls) en 1986 navigue entre hommage et parodie du genre.